# Amélie Nothomb
Amélie Nothomb (n. 9 iulie 1966, Etterbeek, Comunitatea Francofonă din Belgia⁠(d), Belgia), pe numele său real Fabienne Nothomb, este o scriitoare belgiană de limbă franceză. Este fiica unui ambasador belgian și nepoata omului politic Charles-Ferdinand Nothomb, descendentă unei ilustre familii bruxelleze care a adus provincia Luxemburg regatului Belgiei. Copilăria și adolescența ei sunt de fapt o lungă călătorie prin lume, cu opriri mereu provizorii: își petrece primii trei ani de viață în Japonia, urmează China (Beijing), S.U.A. (New York), Bangladesh, Birmania și Laos. 
În 1984, își începe la Universite Libre de Bruxelles studiile de filologie. Din 1992, în fiecare toamnă, publică un roman, imediat trecut în fruntea listei de bestselleruri.

## Scrieri
- Igiena asasinului, roman, Albin Michel, 1992 (Prix René-Fallet, Prix Alain-Fournier)
- Sabotaj din iubire, roman, Albin Michel, 1993 (Prix de la Vocation, Prix Alain-Fournier, Prix Chardonne)
- Combustibilii, teatru, Albin Michel, 1994
- Catilinarele, roman, Albin Michel, 1995
- Péplum, roman, Albin Michel, 1996
- Atentat, roman, Albin Michel, 1997
- Mercur, roman, Albin Michel, 1998
- Uimire și cutremur, roman, Albin Michel, 1999 (Grand Prix du roman de l’Académie française), tradus din limba franceză de Dragoș Bobu, Polirom, Iași, 2002
- Metafizica tuburilor, roman, Albin Michel, 2000
- Cosmetica dușmanului, roman, Albin Michel, 2001
- Dicționar Robert de nume proprii, roman, Albin Michel, 2002
- Antichrista, roman, Albin Michel, 2003
- Biografia foamei, roman, Albin Michel, 2004
- Acid sulfuric, roman, Albin Michel, 2005
- Jurnalul Rîndunicii, roman, Albin Michel, 2006
- În necunoștință de cauză, roman, Albin Michel, 2007
- Drept de viață și de moarte, roman, Albin Michel, 2008
- Să-ti ucizi tatăl, roman, Albin Michel, 2011

## Premii
- Marele premiu pentru roman al Academiei Franceze pentru volumul Uimire și cutremur.